# Parco nazionale Pieljekaise

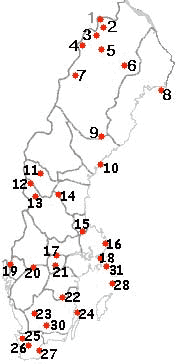
Su questa mappa dei parchi nazionali della Svezia il parco nazionale Pieljekaise è il numero 7

Il parco nazionale Pieljekaise è un parco nazionale della Svezia, nella contea di Norrbotten, nella municipalità di Arjeplog. È stato istituito nel 1909 .

## Territorio
Il parco prende il nome dalla vetta più alta, quella del monte Pieljekaise, e occupa una superficie di 15.340 ha .

## Flora

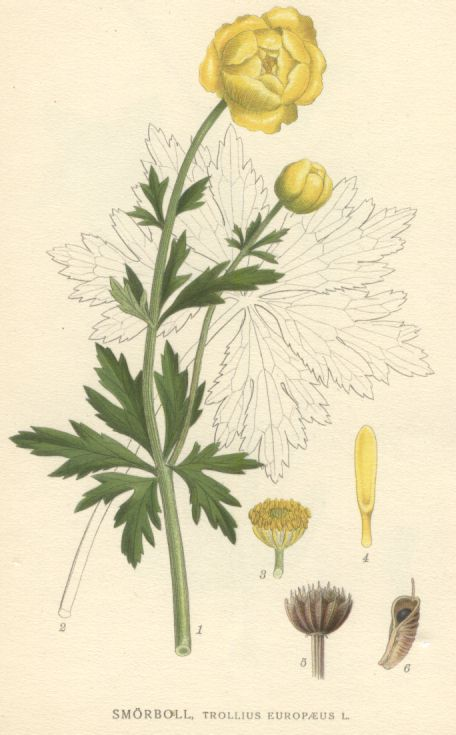
Trollius europæus

La foresta vede prevalere gli alberi di betula. Tra le piante erbacee, il parco è caratterizzato dal Trollius, un ranuncolo.